# North American Hockey League (1973–1977)
North American Hockey League (NAHL) (česky: Severní americká hokejová liga) byla americká profesionální liga v letech 1973–1977. Ve stejném roce byla založena sousední liga Southern Hockey League (česky: Jižní americká hokejová liga). V roce 2003 se připojila s bývalou ligovou soutěží America West Hockey League (AWHL), z jedenácti klubů již od roku 2003 hrálo 21. Liga se skládá z 22 týmů, které jsou rozděleny do čtyř divizí. Mistr ligy získá trofej Lockhart Cup. V roce 1977 byl o soutěži natočen film Slap Shot (česky: Tvrdá hra), v hlavní roli hrál Paul Newman. Liga nemá nic společného se současnou juniorskou soutěží North American Hockey League a ani s kanadskou ligou Ligue Nord-Américaine de Hockey.

## Týmy
| Tým                    | Rok       | Počet | Město                         |
| ---------------------- | --------- | ----- | ----------------------------- |
| Beauce Jaros           | 1975–1977 | 2     | Saint-Georges, Québec         |
| Broome Dusters         | 1973–1977 | 4     | Binghamton, New York          |
| Buffalo Norsemen       | 1975–1976 | 1     | Buffalo, New York             |
| Cape Cod Cubs          | 1973–1976 | 3     | South Yarmouth, Massachusetts |
| Erie Blades            | 1975–1977 | 2     | Erie, Pensylvánie             |
| Johnstown Jets         | 1973–1977 | 4     | Johnstown, Pennsylvania       |
| Long Island Cougars    | 1973–1975 | 2     | Commack, New York             |
| Maine Nordiques        | 1973–1977 | 4     | Lewiston, Maine               |
| Mohawk Valley Comets   | 1973–1977 | 4     | Utica, New York               |
| Philadelphia Firebirds | 1974–1977 | 3     | Philadelphia, Pennsylvania    |
| Syracuse Blazers       | 1973–1977 | 4     | Syracuse, New York            |

## Lockhart Cup

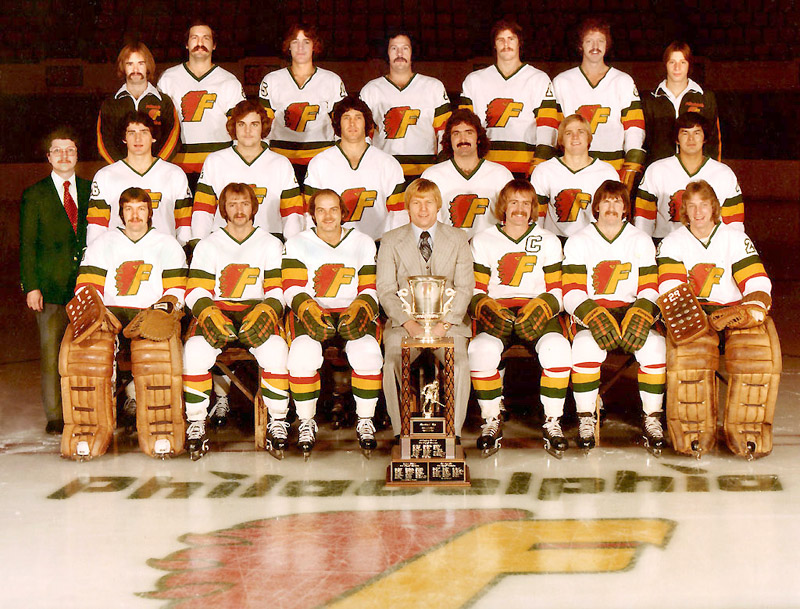
Týmová fotka klubu Syracuse Blazers, který v poslední sezoně 1976–77 vyhrál Lockhart Cup.

| Sezona  | Mistr                  | Finalista           |
| ------- | ---------------------- | ------------------- |
| 1973-74 | Syracuse Blazers       | Long Island Cougars |
| 1974-75 | Johnstown Jets         | Broome Dusters      |
| 1975-76 | Philadelphia Firebirds | Beauce Jaros        |
| 1976-77 | Syracuse Blazers       | Maine Nordiques     |